# Ђовани Батиста Белцони
Ђовани Батиста Белцони (итал. Giovanni Battista Belzoni, 15. новембар 1778, Падова—3. децембар 1823, Гвато, близу Бенин Ситија у Нигерији) био је италијански авантуриста, инжењер, дизач тегова и акробата. Чувен је као један од првих египтолога.

## Живот
Ђовани Батиста Белцони рођен је 15. новембра 1778. у италијанском граду Падови. Био је син локалног берберина. Младост је провео у Риму, где га је интересовала хидраулика. Када је војска Наполеона Бонапарте 1797. заузела Рим, млади Белцони, већ висок пуна 2 метра, побегао је од војне службе у Холандију где је студирао хидраулику. У Енглеску се преселио 1803. где је наступао у циркусу као снагатор, под именом „Самсон из Патагоније“. Наредних година је са супругом Саром и батлером Џејмсом Куртеном пропутовао Велику Британију, Португал и Шпанију. Велики Белцони је наступао не само као снагатор, већ и као глумац, истеривач духова, илузиониста и музичар.
На Малти је 1814. један изасланик египатског владара Мухамеда Али Паше позвао Белцонија у Египат. У Каиро је стигао 1815. и египатској влади понудио свој изум, хидрауличку машину за наводњавање. Паша му је доделио плату. Белцони је направио модел машине која би снагу 4 вола заменила само једним. Децембра 1816. одржана је демонстрација рада ове машине, али је услед саботаже дошло до несреће у којој је повређен Џејмс Куртен. Тиме је престао интерес власти за ову машину. Током боравка у Египту Белцони се упознао са британским генералним конзулом Хенријем Салтом. Овај је ангажовао Белцонија да оде у експедицију у Тебу, и да из Рамесеума транспортује велику, 6-7 тона тешку главу статуе Рамзеса II, у Британски музеј у Лондону. Ова колосална скулптура је инспирисала песника Перси Биш Шелија да напише своју чувену песму Озимандија.
У ово доба у Египту је беснела борба пљачкаша гробова, првенствено између Хенрија Салта и његовог највежег ривала, француског конзула Бернардина Дроветија, турско-египатских власти и локалних сељака (фелаха). За једне је ово била борба за уметничке предмете, а за остале, борба за мито и велике добитке. Ту је било још много мањих трговаца и колекционара који су често сарађивали са локалним разбојницима. И поред бројних Дроветијевих интрига, Белцонију је успело да 1816. успешно испуни задатак.
Касније експедиције са Хенријем Салтом одвеле су Белцонија до храмова у Едфуу, Филама и Елефантини. Ископавао је Абу Симбелу као и у Карнаку. Године 1817. Белцони се вратио у Тебу и у Долини краљева открио гробове KV17 (Сети I), KV16 (Рамзес I), WV23 (Ај), KV19 (Ментухеркепшеф, син Рамзеса IX), KV21, WV25, KV30 и KV31. Белцони је 1818. открио улаз у Кефренову пирамиду у Гизи и продро до гробне просторије. Био је први Европљанин који је посетио оазу Сива, и пронашао рушевине луке Береника на Црвеном мору.
У лето 1818. Белцони је са Алесандром Ричијем написао документацију о KV17 (тзв. Белцонијев гроб). Дана 27. јануара 1819. напустио је Тебу и марта 1820. поново стигао у Енглеску. Своја египатска открића представио је на изложби 1. маја 1821. у „Египатској дворани“ на тргу Пикадили у Лондону. Изложба је због великог интересовања трајала скоро годину дана. 
Марта 1822. вратио се у Африку. Супруга Сара пратила га је до Марока. На путовању по екваторијалној Африци стигао је до луке Гвато у Нигерији, где се разболео од дизентерије и преминуо 3. децембра 1823. Године 1862. Ричард Франсис Бартон је пронашао дрво на месту где је сахрањен.